# Leptogorgia albipunctata
Leptogorgia albipunctata is een zachte koraalsoort uit de familie Gorgoniidae. De koraalsoort komt uit het geslacht Leptogorgia. Leptogorgia albipunctata werd in 1936 voor het eerst wetenschappelijk beschreven door Stiasny. 